# Montagny-lès-Seurre
Montagny-lès-Seurre is een gemeente in het Franse departement Côte-d'Or (regio Bourgogne-Franche-Comté) en telt 109 inwoners (2009). De plaats maakt deel uit van het arrondissement Beaune.

## Geografie
De oppervlakte van Montagny-lès-Seurre bedraagt 7,0 km², de bevolkingsdichtheid is dus 15,6 inwoners per km².

## Foto

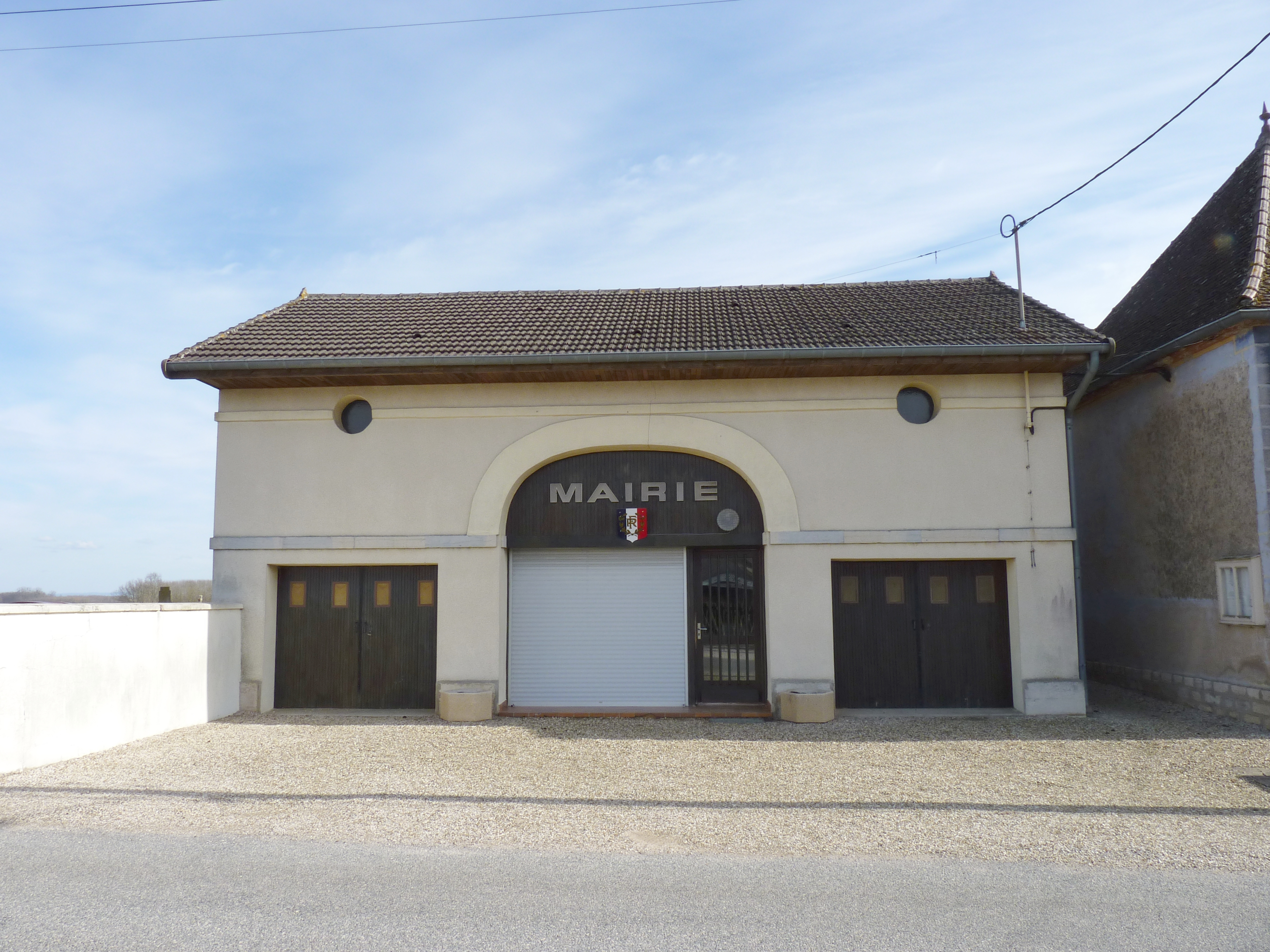
Gemeentehuis
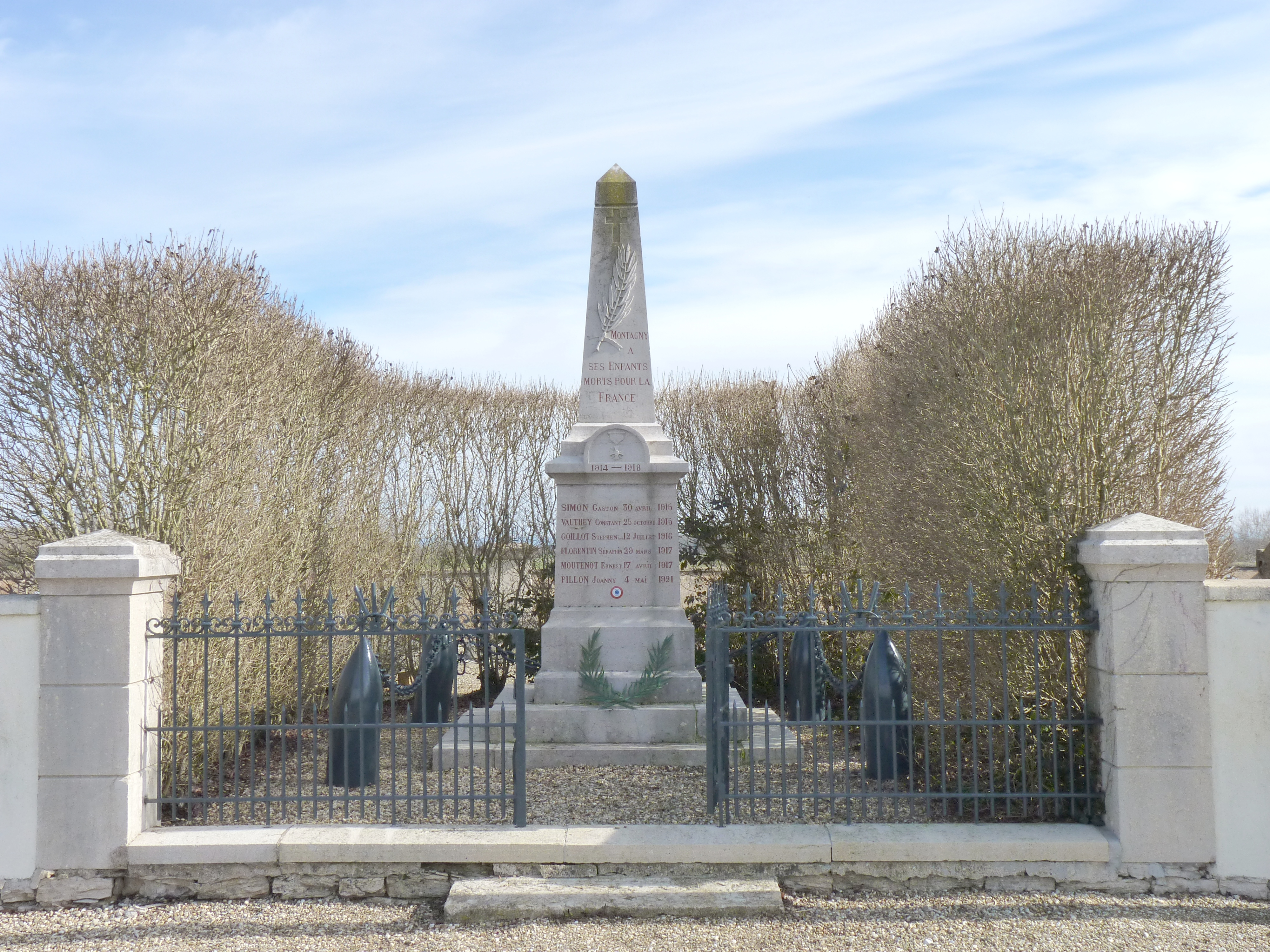
Het gedenkteken
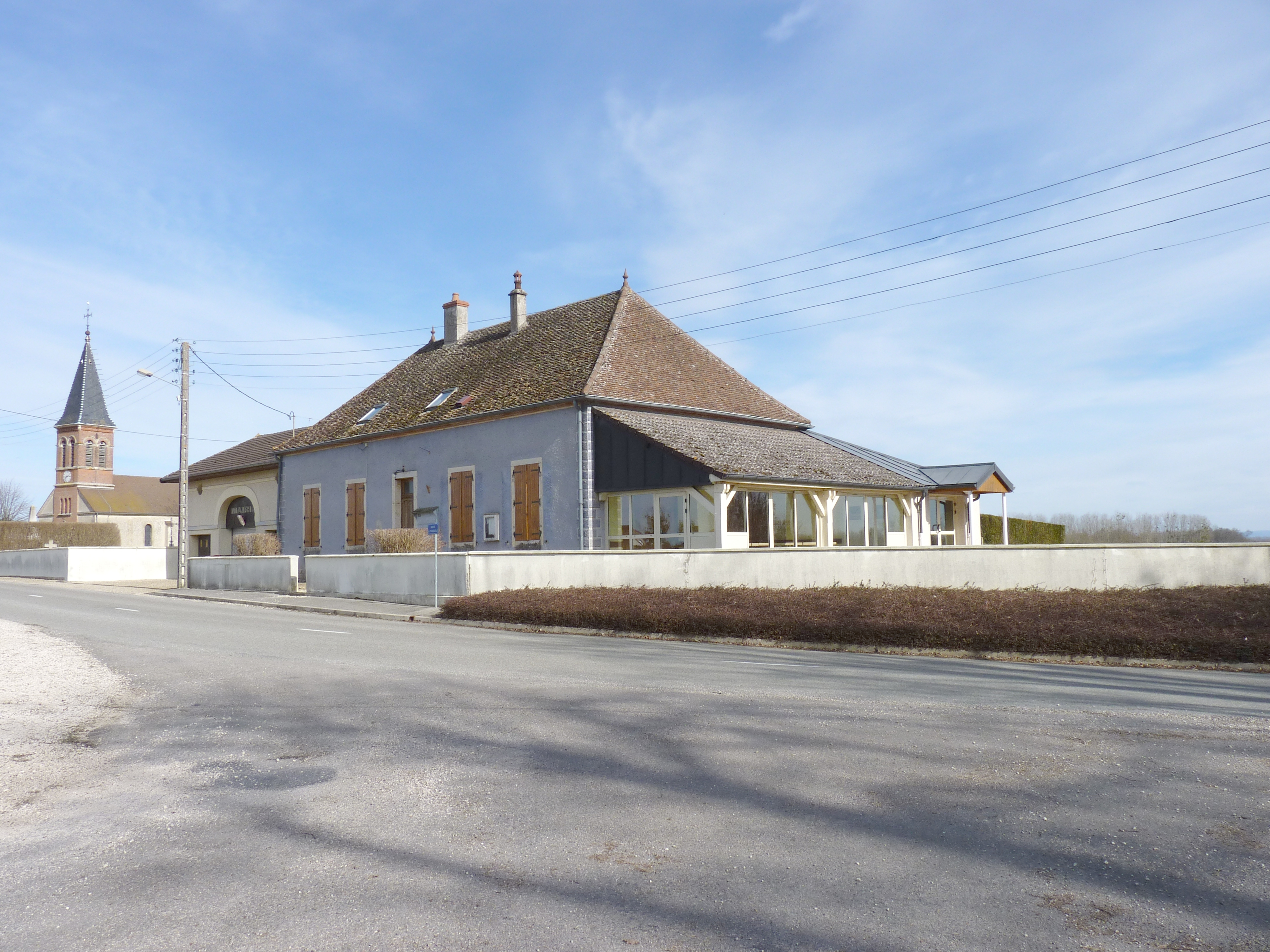
De oude school
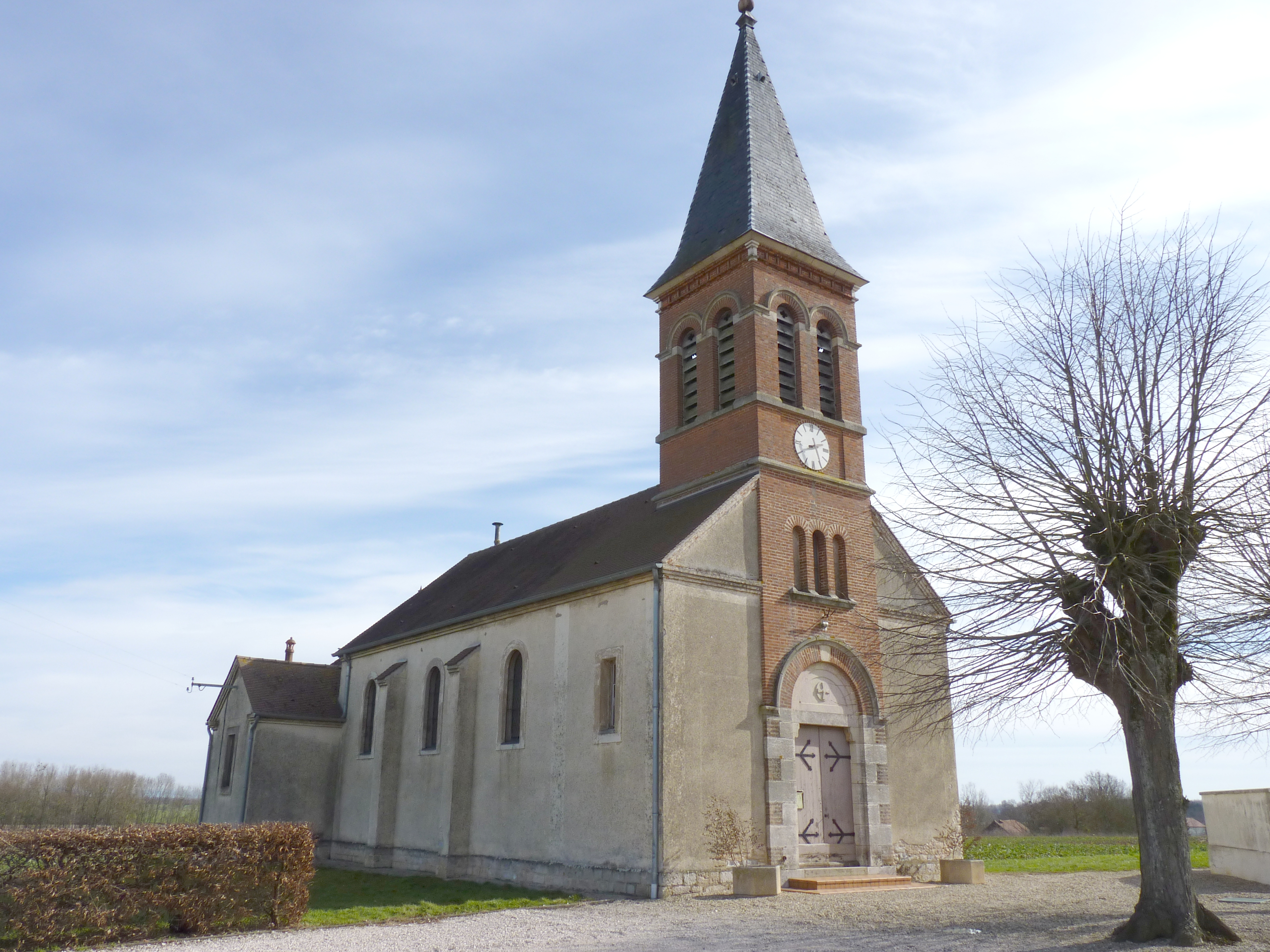
De Kerk
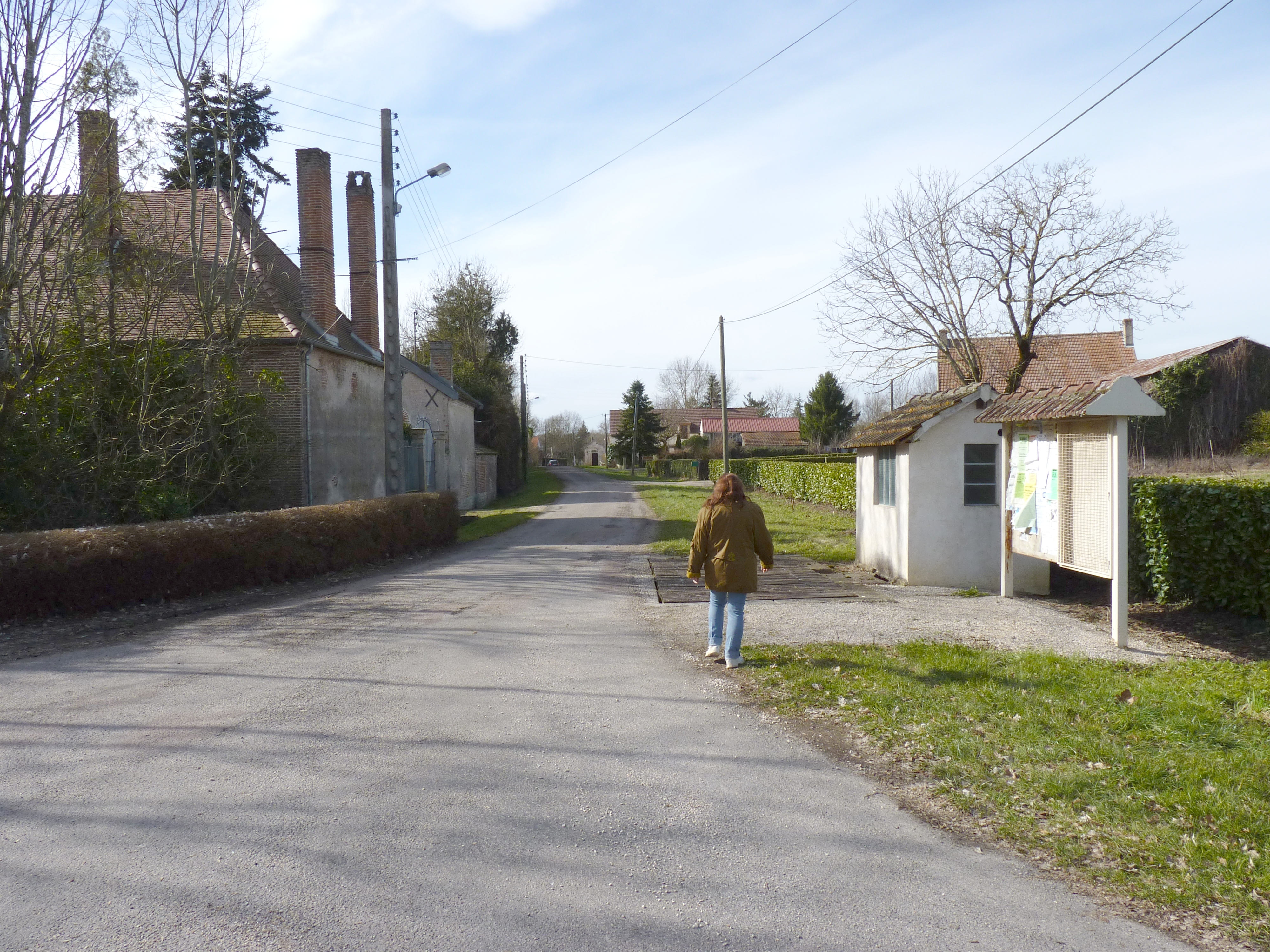
Kerkstraat

De onderstaande kaart toont de ligging van Montagny-lès-Seurre met de belangrijkste infrastructuur en aangrenzende gemeenten.

## Demografie
Onderstaande figuur toont het verloop van het inwonertal (bron: INSEE-tellingen).